# Astropecten comptus
Astropecten comptus är en sjöstjärneart som beskrevs av Addison Emery Verrill 1915. Astropecten comptus ingår i släktet Astropecten och familjen kamsjöstjärnor. Inga underarter finns listade i Catalogue of Life.